# تصفيات كأس العالم 2018 – أوروبا المجموعة ب

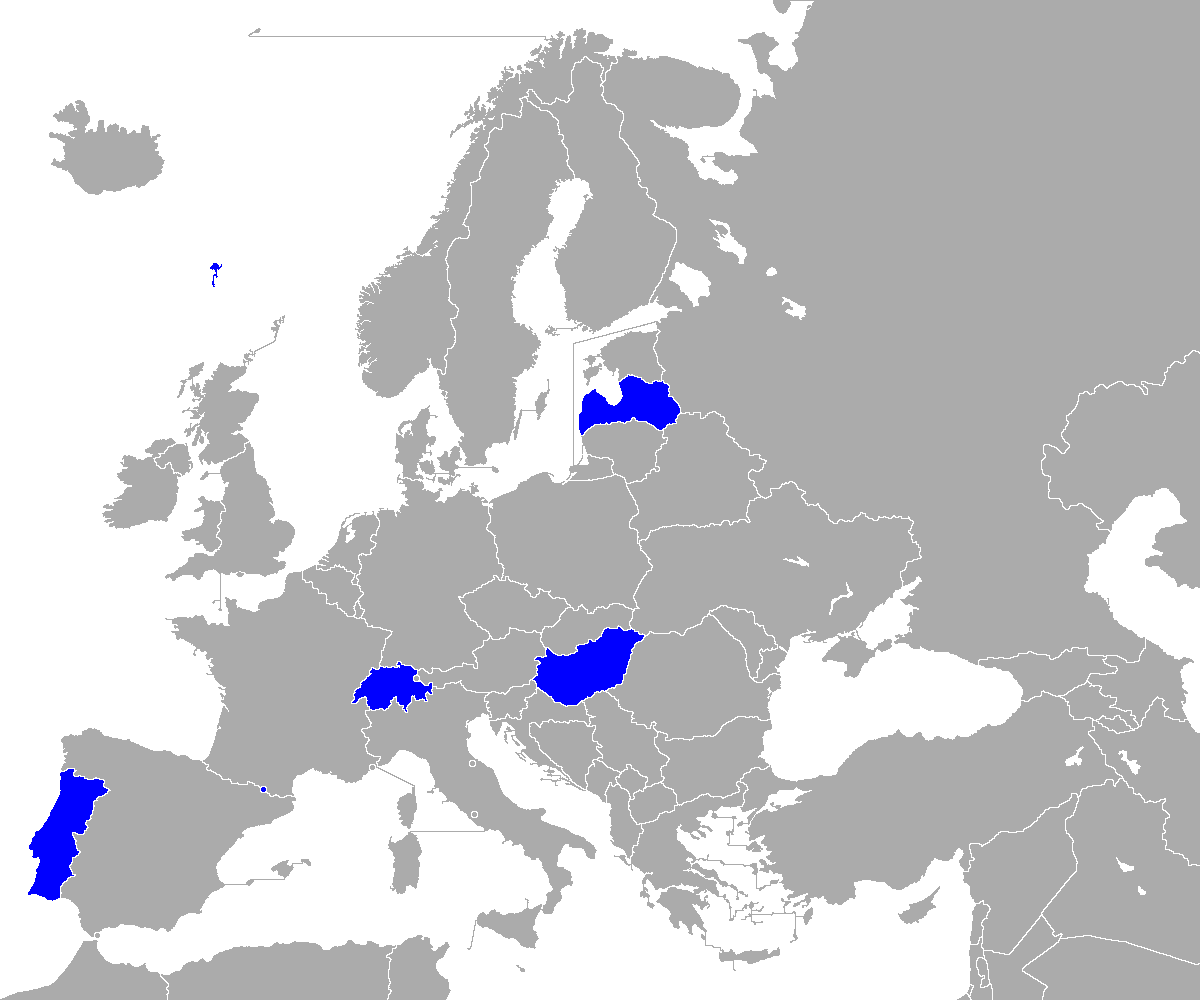
تصفيات كأس العالم 2018 - الاتحاد الأوروبي لكرة القدم، المجموعة B

تصفيات كأس العالم لكرة القدم 2018 – أوروبا المجموعة ب هي إحدى المجموعات التسعة لليويفا في تصفيات كأس العالم لكرة القدم 2018. تتألف المجموعة من ستة فرق: البرتغال، سويسرا، المجر، جزر فارو، لاتفيا، أندورا.
فائز المجموعة سوف يتأهل مباشرة إلى كأس العالم لكرة القدم 2018.

## الترتيب
| كسر تعادل تصفيات كأس العالم لكرة القدم 2018 |
| --- |
| في نظام الدوري ذهابًا وإيابًا، يستند ترتيب الفرق في كل مجموعة على المعايير التالية (مادتي اللوائح 20.6 و20.7): 1. النقاط (3 نقاط للفوز، نقطة واحدة للتعادل، لا شيء للخسارة) 2. فارق الأهداف 3. الأهداف المسجلة 4. النقاط في المباريات بين الفرق المتعادلة 5. فارق الأهداف في المباريات بين الفرق المتعادلة 6. الأهداف المسجلة في المباريات بين الفرق المتعادلة 7. الأهداف الخارجية المسجلة في المباريات بين الفرق المتعادلة (إذا كان التعادل هو فقط بين فريقين) 8. نقاط اللعب النظيف - بطاقة صفراء واحدة: ناقص نقطة - بطاقة حمراء غير مباشرة (بطاقة صفراء ثانية): ناقص 3 نقطة - بطاقة حمراء مباشرة: ناقص 4 نقاط - بطاقة صفراء ثم بطاقة حمراء مباشرة: ناقص 5 نقاط 9. وضع قرعة من قبل لجنة الفيفا المنظمة |

| م | الفريق   | لعب | ف | ت | خ | أ.له | أ.ع | أ.ف | نقاط | التأهل                             |     |     |     |     |     |     |     |
| - | -------- | --- | - | - | - | ---- | --- | --- | ---- | ---------------------------------- | --- | --- | --- | --- | --- | --- | --- |
| 1 | البرتغال | 10  | 9 | 0 | 1 | 32   | 4   | +28 | 27   | التأهل لكأس العالم لكرة القدم 2018 |     | —   | 2–0 | 3–0 | 5–1 | 4–1 | 6–0 |
| 2 | سويسرا   | 10  | 9 | 0 | 1 | 23   | 7   | +16 | 27   | التقدم للمرحلة الثانية             |     | 2–0 | —   | 5–2 | 2–0 | 1–0 | 3–0 |
| 3 | المجر    | 10  | 4 | 1 | 5 | 14   | 14  | 0   | 13   |                                    |     | 0–1 | 2–3 | —   | 0–0 | 3–1 | 4–0 |
| 4 | جزر فارو | 10  | 2 | 3 | 5 | 4    | 16  | −12 | 9    |                                    | 0–6 | 0–2 | 0–0 | —   | 0–0 | 1–0 |     |
| 5 | لاتفيا   | 10  | 2 | 1 | 7 | 7    | 18  | −11 | 7    |                                    | 0–3 | 0–3 | 0–2 | 0–2 | —   | 4–0 |     |
| 6 | أندورا   | 10  | 1 | 1 | 8 | 2    | 23  | −21 | 4    |                                    | 0–2 | 1–2 | 1–0 | 0–0 | 0–1 | —   |     |

## المباريات
| أندورا | 0–1                        | لاتفيا     |
| ------ | -------------------------- | ---------- |
|        | تقرير (فيفا) تقرير (يويفا) | شابالا 48' |

| جزر فارو | 0–0                        | المجر |
| -------- | -------------------------- | ----- |
|          | تقرير (فيفا) تقرير (يويفا) |       |

| سويسرا                 | 2–0                        | البرتغال |
| ---------------------- | -------------------------- | -------- |
| إمبولو 24' · محمدي 30' | تقرير (فيفا) تقرير (يويفا) |          |

| المجر          | 2–3                        | سويسرا                                    |
| -------------- | -------------------------- | ----------------------------------------- |
| سالاي 53'، 71' | تقرير (فيفا) تقرير (يويفا) | سيفيروفيتش 51' · رودريغيز 67' · شتوكر 89' |

| لاتفيا | 0–2                        | جزر فارو                    |
| ------ | -------------------------- | --------------------------- |
|        | تقرير (فيفا) تقرير (يويفا) | ناتستاد 19' · إدموندسون 70' |

| البرتغال                                              | 6–0                        | أندورا |
| ----------------------------------------------------- | -------------------------- | ------ |
| رونالدو 2'، 4'، 47'، 68' · كانسيلو 44' · أ. سيلفا 86' | تقرير (فيفا) تقرير (يويفا) |        |

| أندورا            | 1–2                        | سويسرا                      |
| ----------------- | -------------------------- | --------------------------- |
| أ. مارتينيز 90+1' | تقرير (فيفا) تقرير (يويفا) | شير 19' (ركلة.) · محمدي 77' |

| جزر فارو | 0–6                        | البرتغال                                                             |
| -------- | -------------------------- | -------------------------------------------------------------------- |
|          | تقرير (فيفا) تقرير (يويفا) | أ. سيلفا 12'، 22'، 37' · رونالدو 65' · موتينيو 90+1' · كانسيلو 90+3' |

| لاتفيا | 0–2                        | المجر                   |
| ------ | -------------------------- | ----------------------- |
|        | تقرير (فيفا) تقرير (يويفا) | غيورتشو 10' · سالاي 77' |

| المجر                                         | 4–0                        | أندورا |
| --------------------------------------------- | -------------------------- | ------ |
| غيرا 34' · لانغ 43' · غيورتشو 73' · سالاي 88' | تقرير (فيفا) تقرير (يويفا) |        |

| سويسرا                       | 2–0                        | جزر فارو |
| ---------------------------- | -------------------------- | -------- |
| دردييوك 27' · ليختشتاينر 83' | تقرير (فيفا) تقرير (يويفا) |          |

| البرتغال                                              | 4–1                        | لاتفيا      |
| ----------------------------------------------------- | -------------------------- | ----------- |
| رونالدو 28' (ركلة.)، 85' · كارفاليو 70' · ألفيش 90+2' | تقرير (فيفا) تقرير (يويفا) | زيوزينس 67' |

| أندورا | 0–0                        | جزر فارو |
| ------ | -------------------------- | -------- |
|        | تقرير (فيفا) تقرير (يويفا) |          |

| سويسرا     | 1–0                        | لاتفيا |
| ---------- | -------------------------- | ------ |
| درميتش 66' | تقرير (فيفا) تقرير (يويفا) |        |

| البرتغال                        | 3–0                        | المجر |
| ------------------------------- | -------------------------- | ----- |
| أ. سيلفا 32' · رونالدو 36'، 65' | تقرير (فيفا) تقرير (يويفا) |       |

| أندورا         | 1–0                        | المجر |
| -------------- | -------------------------- | ----- |
| مارك ريبيس 26' | تقرير (فيفا) تقرير (يويفا) |       |

| جزر فارو | 0–2                        | سويسرا                              |
| -------- | -------------------------- | ----------------------------------- |
|          | تقرير (فيفا) تقرير (يويفا) | غرانيت جاكا 36' · شيردان شاقيري 59' |

| لاتفيا | 0–3                        | البرتغال                                      |
| ------ | -------------------------- | --------------------------------------------- |
|        | تقرير (فيفا) تقرير (يويفا) | كريستيانو رونالدو 41'، 63' · أندريه سيلفا 67' |

| المجر | 3–1                        | لاتفيا |
| ----- | -------------------------- | ------ |
|       | تقرير (فيفا) تقرير (يويفا) |        |

| البرتغال | 5–1                        | جزر فارو |
| -------- | -------------------------- | -------- |
|          | تقرير (فيفا) تقرير (يويفا) |          |

| سويسرا | 3–0                        | أندورا |
| ------ | -------------------------- | ------ |
|        | تقرير (فيفا) تقرير (يويفا) |        |

| جزر فارو | ضد                         | أندورا |
| -------- | -------------------------- | ------ |
|          | تقرير (فيفا) تقرير (يويفا) |        |

| المجر | ضد                         | البرتغال |
| ----- | -------------------------- | -------- |
|       | تقرير (فيفا) تقرير (يويفا) |          |

| لاتفيا | ضد                         | سويسرا |
| ------ | -------------------------- | ------ |
|        | تقرير (فيفا) تقرير (يويفا) |        |

| جزر فارو | ضد                         | لاتفيا |
| -------- | -------------------------- | ------ |
|          | تقرير (فيفا) تقرير (يويفا) |        |

| أندورا | ضد                         | البرتغال |
| ------ | -------------------------- | -------- |
|        | تقرير (فيفا) تقرير (يويفا) |          |

| سويسرا | ضد                         | المجر |
| ------ | -------------------------- | ----- |
|        | تقرير (فيفا) تقرير (يويفا) |       |

| المجر | ضد                         | جزر فارو |
| ----- | -------------------------- | -------- |
|       | تقرير (فيفا) تقرير (يويفا) |          |

| لاتفيا | ضد                         | أندورا |
| ------ | -------------------------- | ------ |
|        | تقرير (فيفا) تقرير (يويفا) |        |

| البرتغال | ضد                         | سويسرا |
| -------- | -------------------------- | ------ |
|          | تقرير (فيفا) تقرير (يويفا) |        |

## وصلات خارجية
- Official FIFA World Cup website

  - Qualifiers – Europe: Round 1, FIFA.com
- FIFA World Cup, UEFA.com
  - Standings – Qualifying round: Group B, UEFA.com